# Сене-Хресчень
Се́не-Хресче́нь (чув. Çĕнĕ Хресчен) — деревня в Моргаушском районе Чувашской Республики. Входит в состав Тораевского сельского поселения.

## География
Находится в северо-западной части Чувашии, на расстоянии приблизительно 13 км на запад-юго-запад по прямой от районного центра села Моргауши на правом берегу речки Ербаш.

## История
Была образована в первой половине 1920-х годов. В 1939 году было учтено 103 жителя, в 1979 — 67. В 2002 году было 16 дворов, в 2010 — 11 домохозяйств. В 1930 году был образован колхоз «Смычка», в 2010 действовал КФХ «Салтыков».

## Население
Постоянное население составляло 45 человек (чуваши 100 %) в 2002 году, 36 в 2010.